# Каскоквим
Каскоквим (енгл. Kuskokwim, ИПА: ) или Каско је река која протиче кроз САД. Дуга је 1.130 km, а њен слив обухвата површину од око 120.000 km². Протиче кроз америчку савезну државу Аљаску. Улива се у Берингово море.. Настаје спајањем више мањих водотокова. Захваљујући широком и релативно равном току, добар део реке је плован за разне врсте пловила, тако да се њен ток користи за транспорт. Каскоквим на ушћу има проток од 1.900 m³/s.